# Grace Schneiders-Howard
Grace Schneiders-Howard, född 1869, död 1968, var en surinamesisk politiker.
Hon blev 1938 sitt lands första kvinnliga parlamentariker. 